# 马里奥·阿基尼
马里奥·阿基尼（義大利語：Mario Acchini，1915年5月3日—1991年4月24日），意大利男子赛艇运动员。他曾代表意大利参加欧洲赛艇锦标赛，获得二枚金牌。他也曾参加1948年夏季奥林匹克运动会。